# Берг, Павел Васильевич
Па́вел Васи́льевич Берг (28 июня 1818, Пермь — 23 февраля 1894, Москва) — потомственный дворянин, подполковник, один из крупнейших предпринимателей России XIX века.

## Биография
После кончины супруги Ольги Ивановны 8 мая 1866 года П. В. Берг стал совладельцем Шайтанских заводов. В 1869 году он выкупил у сестры своей супруги М. И. Кузьминой её часть наследства, доставшегося сёстрам от отца И. М. Ярцева по раздельному акту 1856 года, и стал единственным владельцем Шайтанских заводов и всего Шайтанского посессионного горного округа. В состав округа входили 3 завода, 4 рудника, 34 тыс. десятин земли. Во время владения округ давал стабильный доход, что позволило Бергу приобрести имения в Орловской, Пермской, Тамбовской и Харьковской губерниях.
В Пермской губернии Бергу принадлежало имение около села Тюбук Екатеринбургского уезда, где находились мукомольные мельницы и Павловский винокуренный завод. В Тверской губернии Берг владел бумажной фабрикой. В целом его имущество оценивалось в 9,2 млн рублей. В 1890-х годах ряд имений пришлось заложить для обеспечения работы Шайтанских заводов. Также П. В. Берг был акционером «Компании Кнауфских горных заводов».
П. В. Берг был одним из основателей Зейской золотопромышленной компании. Также он завещал солидную сумму на финансовое обеспечение первого женского медицинского института в России.
После смерти П. В. Берга его сыновья Василий и Сергей в 1904 году основали «Торговый дом наследников П. В. Берга» стоимость активов которого достигала 10 миллионов рублей. В 1907 году он был преобразован «Акционерное общество Шайтанских горных заводов» с уставным капиталом в 1,5 млн рублей. Контрольный пакет акций принадлежал Бергам. Благодаря этим усилиям, братьям Берг удалось стабилизировать положение предприятий округа и приобрести Шайтанский химический завод.
В дальнейшем деятельность Бергов была прервана Революцией 1917 года и национализацией предприятий.

## Семья
От брака с Ольгой Ивановной у Павла Васильевича было два сына (Сергей и Василий) и пять дочерей (Анна, Ольга, Александра, Елена и Наталья).